# الحياة السياسية في إسبانيا خلال فترة وصاية ماريا كريستينا البوربونية
شكلت مرحلة وصاية ماريا كريستينا دي بوربون المرحلة الأولى للوصاية على إيزابيلا الثانية ملكة إسبانيا حيث أخذت على عاتقها الوظائف الوصي على العرش (1833-1840) وعليها مواجهة الحرب الكارلية الأولى التي أشعلها أنصار الدون كارلوس شقيق الملك فيرناندو السابع الذي توفي في سبتمبر 1833. وقد رفض كارلوس صحة المرسوم بقانون لسنة 1830 الذي ألغى فيه القانون السالي لسنة 1713 (باعتبار أنه ولد قبل 1830)، وأكد أنه يريد العودة إلى النظام الملكي المطلق. ولمواجهة الكارليين بدأت ماريا كريستينا بتقديم تنازلات لليبراليين لدعم قضية إيزابيل الثانية، وهو الأمر الذي أدى إلى الثورة الليبرالية 1835-1837 الذي وضع حدا للنظام القديم والملكية المطلقة. بعد «فترة الثلاث سنوات المعتدلة» وانتصار الجانب الحكومي في الحرب الكارلية، قاد التقدميون «ثورة 1840» التي أجبرت ماريا كريستينا على الخروج إلى المنفى، بافتراض أن الوصي المنتصر الجنرال إسبراتيرو هو الذي أيد تلك الثورة.

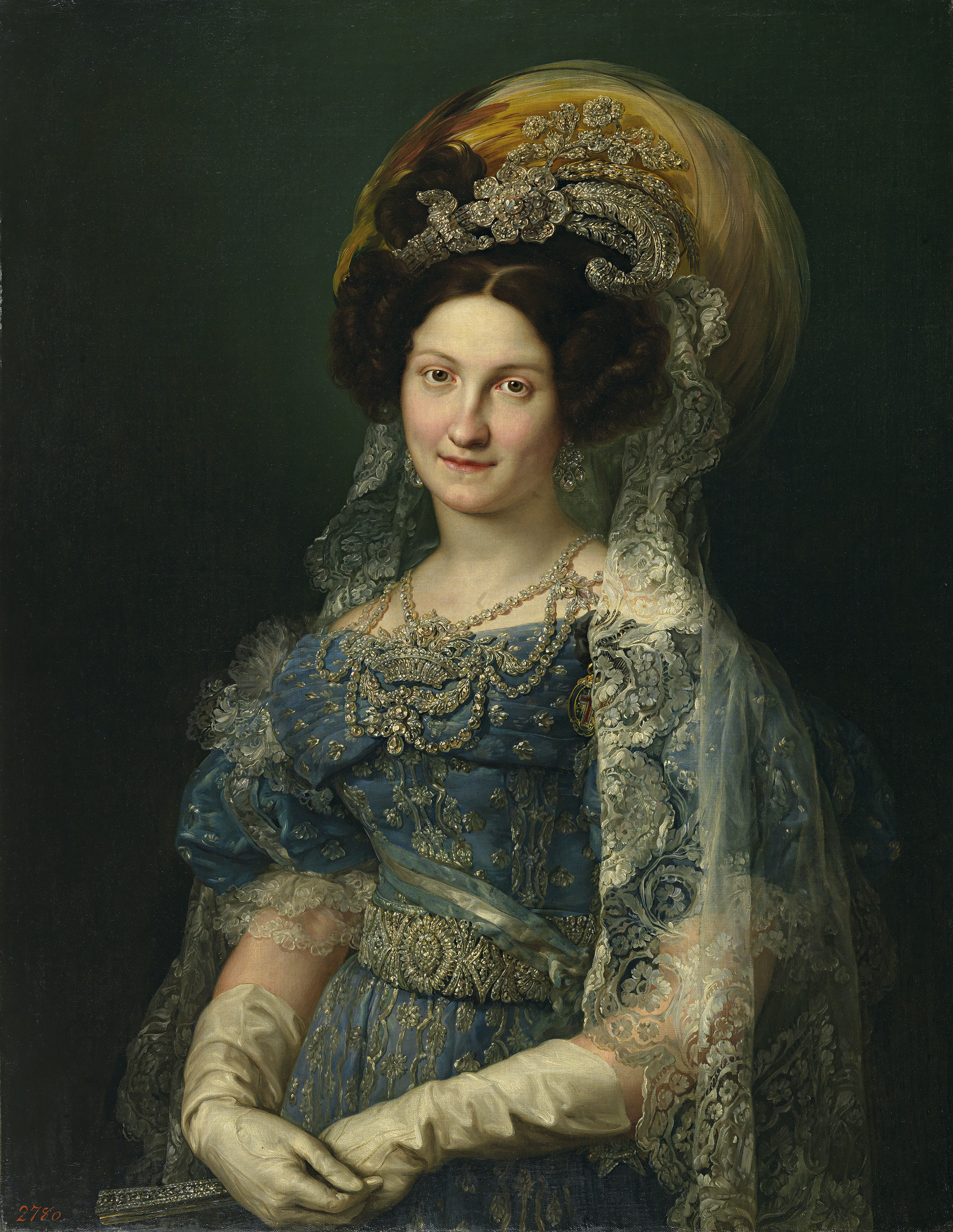
ماريا كريستينا دي بوربون الملكة الزوجة (1822–1833) والملكة الوصية (1833–1840) في إسبانيا

## نهاية عهد فرناندو والنزاع على الوصاية (1830-1833)

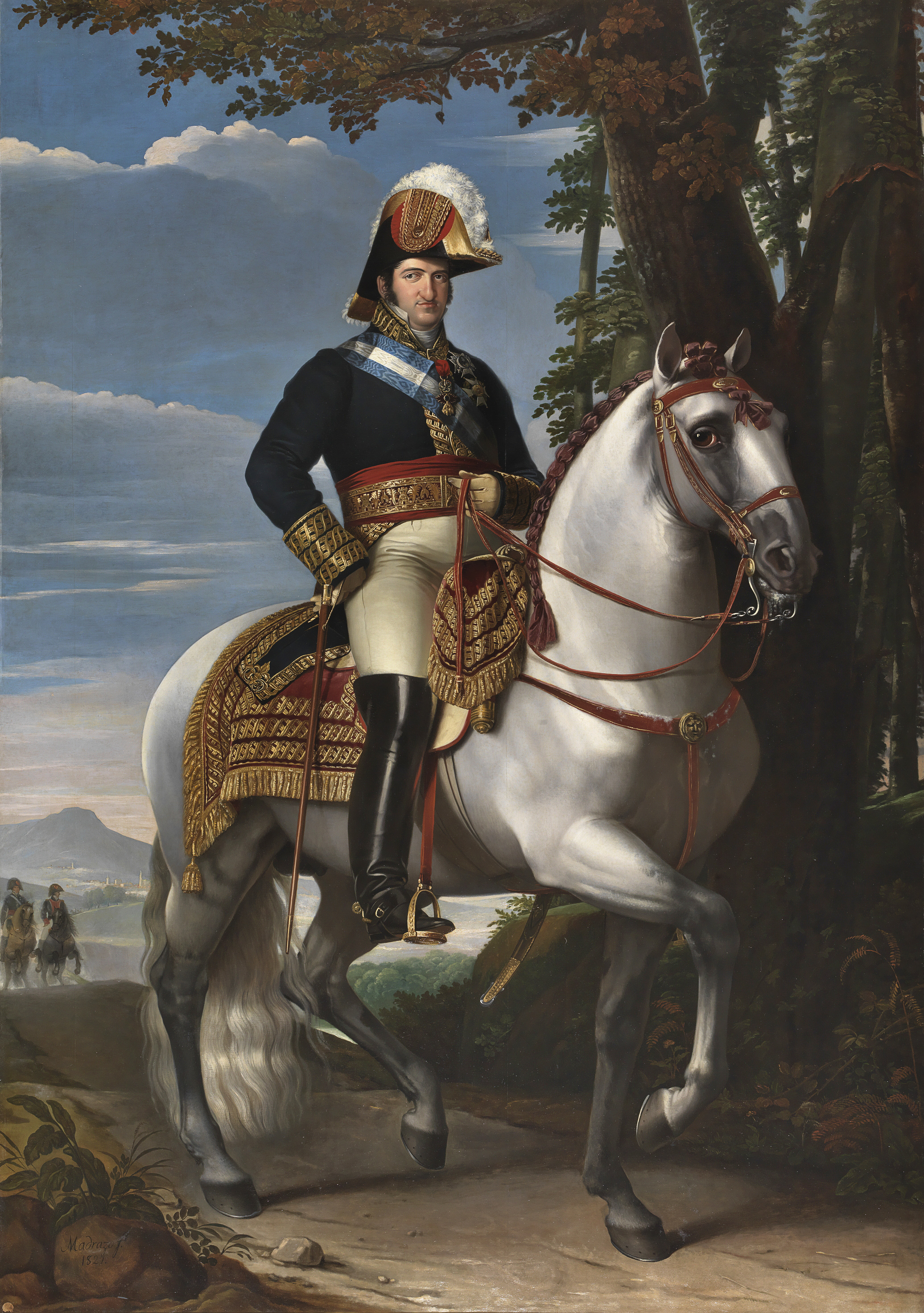
صورة فرناندو السابع ممتطيا حصانه.1821

انقسم الليبراليين في فترة حكم الثلاث سنوات الليبرالي (1820-1823) بين «معتدلين» و«متطرفين». وعندما استعاد فيرناندو حكمه المطلق الثاني - عرفت باسم «العشرية المشؤومة» (1823-1833) - وهي الفترة الأخيرة من عهده - في أعقاب تحذيرات التحالف المقدس الذي تدخل بجيش أسماه مئة ألف من أبناء سانت لويس فأنهى الخبرة البسيطة من الملكية الدستورية في 1823 من الترينيوم الليبرالي انقسم أتباع الحكم المستبد بين «مستبد إصلاحي» - وهم أنصار «تليين» الحكم المطلق - ومستبد متطرف وهم الذين دافعوا عن الاستعادة الكاملة للحكم المطلق، بما في ذلك إعادة محاكم التفتيش التي نصح الإصلاحيين الملك فيرناندو السابع بعدم إرجاعها بعد أن ألغاها الليبراليين خلال فترة الثلاث سنوات. وكان الدون كارلوس شقيق الملك من زعيم «المتطرفين» وهو ولي عهد فرناندو السابع الذي من بعد ثلاث زيجات لم ينجب له طفل ليرثه، ولهذا السبب أطلق على أنصاره لقب الكارليون.
بعد وفاة زوجته الثالثة ماريا أماليا أعلن الملك في سبتمبر 1829 أنه ينوي الزواج مرة أخرى. وفقا لخوان فرانسيسكو فوينتس:"من الممكن جدا إن اندفاع الملك لحل مشكلة الخلافة بسبب شكوكه حول الدور الذي كان يلعبه أخيه الدون كارلوس في الآونة الأخيرة... وذلك باستمرار اعتلال صحته وإصابته بأمراض شيخوخة سابقة لأوانها، فعمره في سنة 1829 كان 45 عاما، فكانت لديه قناعة بأن وقته بدأ ينفد وفقا لطبيبه. فاعترف له فرناندو بسر خاص قائلا:"لا بد لي من الزواج في أقرب وقت ممكن".
فوقع اختياره على الاميرة ماريا كريستينا دي بوربون من نابولي ابنة أخت فرناندو وتصغره ب 22 عاما. فتزوجها في 10 ديسمبر وبعد بضعة أشهر أي في 1830 وبناءا على نصيحة زوجته أصدر الملك مرسوما بقانون يلغي القانون السالي لسنة 1713، والذي سمح بخلافة العرش الإسبانيّ للورثة الإناث وذلك في حالة عدم توفّر ورثة ذكور من الذرية، وبذلك أعلن الملك إن كان له ذرية سواءا ولدا كان أم بنتا فإنه سيخلفه. وقد انجبت له زوجته بتاريخ 10 أكتوبر 1830 ابنته إيزابيلا ملكة إسبانيا المستقبليّة. ويذلك خرج كارلوس ماريا ايسيدرو خارج وراثة العرش، مما ادى إلى استياء مؤيديه من متشددي الملكية. ومن ناحية أخرى فقد كان لانتصار ثورة 1830 في فرنسا إلى ملكية دستورية بزعامة لويس فيليب الأول قد مهد الطريق للمنفيين الليبرالين الأسبان بتنظيم صفوفهم وإطلاق التصريحات المختلفة، والتي فشلت كلها في استعادة دستور عام 1812 ووضع حد لملكية فيرناندو المطلقة. ومن أسوأ التداعيات تأثيرا كانت في إعلان توريخوس في ديسمبر 1831 والتي انتهت بإعدام جميع أعضائها بدون محاكمة. وقد أعدموا قبلها ببضعة أشهر ماريانا دي بينيدا عن طريق كسارة الأعناق.

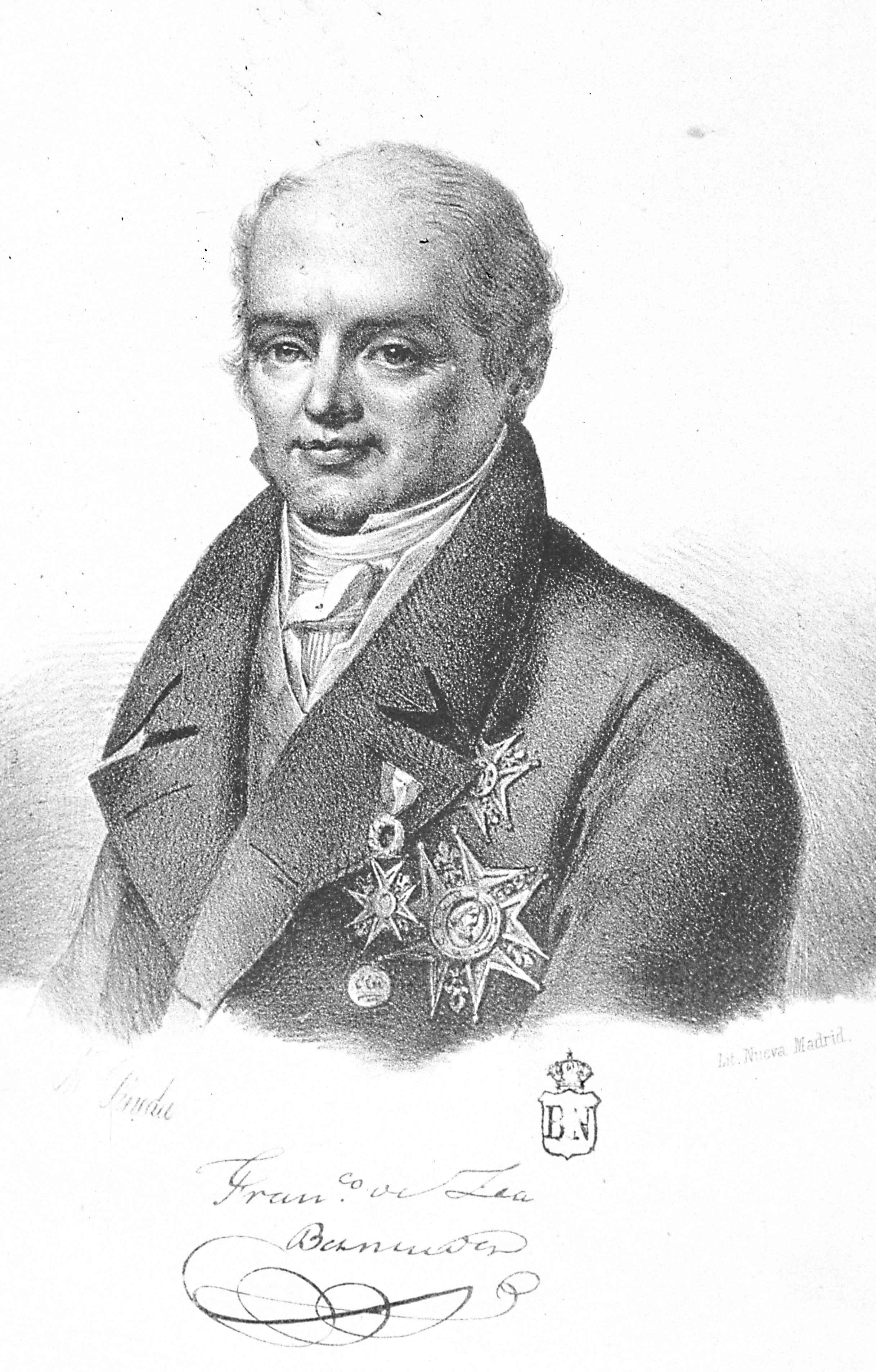
فرانسيسكو سيا برموديز المستبد الإصلاحي وزير الدولة الجديد في الفترة من أكتوبر 1832، بعد «أحداث لا غرانجا»

ولكن كارلوس وأتباعه لم يقبلوا بحقيقة أن المولودة الجديدة إيزابيل هي الملكة المستقبلية وحاولوا الاستفادة من أول فرصة عندما مرض الملك فيرناندو، التي أدت إلى «أحداث لا غرانجا» في 16 سبتمبر 1832، فعندما كان يقضي الملك فيرناندو فترة نقاهة بقصره في لا غرانجا (في سيغوفيا) والملكة ماريا كريستينا، تعرض لضغط وخداع من قبل الوزراء المتشددين ويرأسهم فرانسيسكو تاديو كالومارد وبواسطة سفير مملكة نابولي، الذين أكدوا له أن الجيش لن يؤيده في ولاية العهد عند موته (وذلك في محاولة لتجنب البلاد حربا أهلية، وحسب شهادته التي ادلى بها لاحقا)، وعليه فبعد يومين أي 18 سبتمبر وقع الملك مرسوم يبقي على القانون السالي، لذا فالقانون يمنع النساء من تولي العرش القانون. ولكن بمجرد ماستعاد فرناندو السابع بصورة مفاجئة حالته الصحية يوم 1 أكتوبر صرف وزراء أخيه الذين خدعوا زوجته. وفي 31 ديسمبر ألغى مرسوم الإبقاء الذي لم يصدر في الصحيفة الرسمية (وقد وقع عليه الملك بشرط عدم النشر إلا بعد وفاته)، ولكن الكارليين أصروا على إعلانه فكانوا المسؤولين عن نشره. وبذا عادت إيزابيل ذات السنتين لتكون وريثة للعرش. فقرار الملك إلغاء القانون السالي في 31 مارس 1830 أغلق باب العرش أمام الدون كارلوس.
عين فيرناندو حكومة جديدة في 1 أكتوبر 1832، برئاسة فرانسيسكو سيا برموديز الذي ينتمي إلى تيار اليمين المعتدل وهو وزير الخارجية واستلم وزرائه المناصب التي خرج منها «المتطرفين»، فبدأ على الفور بسلسلة من التدابير الرامية إلى تعزيز التقارب مع الاحرار «المعتدلين»، وبالتالي الشروع في عملية انتقال سياسي بعد وفاة الملك واستمر تحت وصاية ماريا كريستينا، وهو إعادة فتح الجامعات التي أغلقها الوزير كالومارد لتجنب «عدوى» ثورة يوليو 1830 في فرنسا، وقبل كل شيء فقد إصدر عفوا لعدد كبير من الليبراليين المنفيين وسمح لهم بالعودة إلى إسبانيا. وبالإضافة إلى ذلك أنشأت الحكومة وزارة جديدة للأشغال العامة والطرق من أجل الدفع بعملية التغير الشامل في البنية التحتيه والتي كانت تعاني من تدهور كبير في عهد فرديناند السابع، وهو مشروع إصلاحي قاطعه الوزراء «المتشددين». ثم بعد ذلك صرف خمسة قباطنة عامون (زعماء المستعمرات) متشددين كانوا ميالون للدون كارلوس وأرسل بدلا عنهم موالين للحكومة، وتلقوا أمرا بالسيطرة على المتطوعين الملكيين ونزع سلاحهم إذا لزم الأمر.
بدأ أنصار الملكية المطلقة منذ خروجهم عن السلطة اعتمادهم على المتطوعين الملكيين لمواجهة الحكومة الجديدة، وقد رفض الدون كارلوس شقيق الملك أن يحلف اليمين بصفته أمير أستورياس وأن تكون وراثة العرش لإيزابيل، لذا فقد أجبره فيرناندو السابع على ترك أسبانيا، فانتقل إلى البرتغال مع أسرته يوم 16 مارس 1833. وفي يوم 29 سبتمبر 1833 توفي الملك فيرناندو السابع، مما أشعل الحرب الكارلية الأولى لخلافة التاج بين أتباع إيزابيل ويسمون «إيزابيليون»، ويسمون أيضا «الكرستينيون» نسبة لوالدتها الوصية المفترضة، وبين الكارليين أتباع عمهم الدون كارلوس.

## الانتقال السياسي والحرب الأهلية (1833-1835)

### الحرب الكارلية

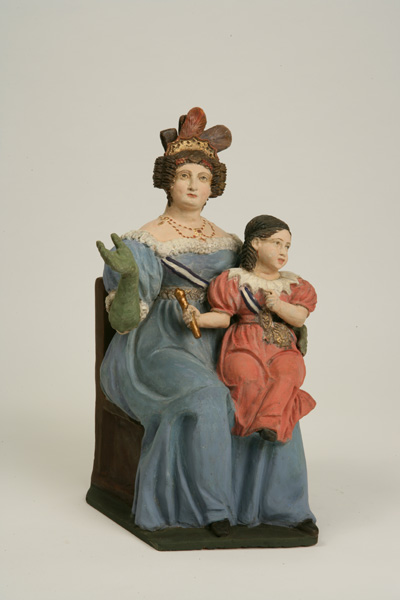
تمثال بتاريخ (1834) يصور ماريا كريستينا وإبنتها إيزابيلا الثانية بحضنها.

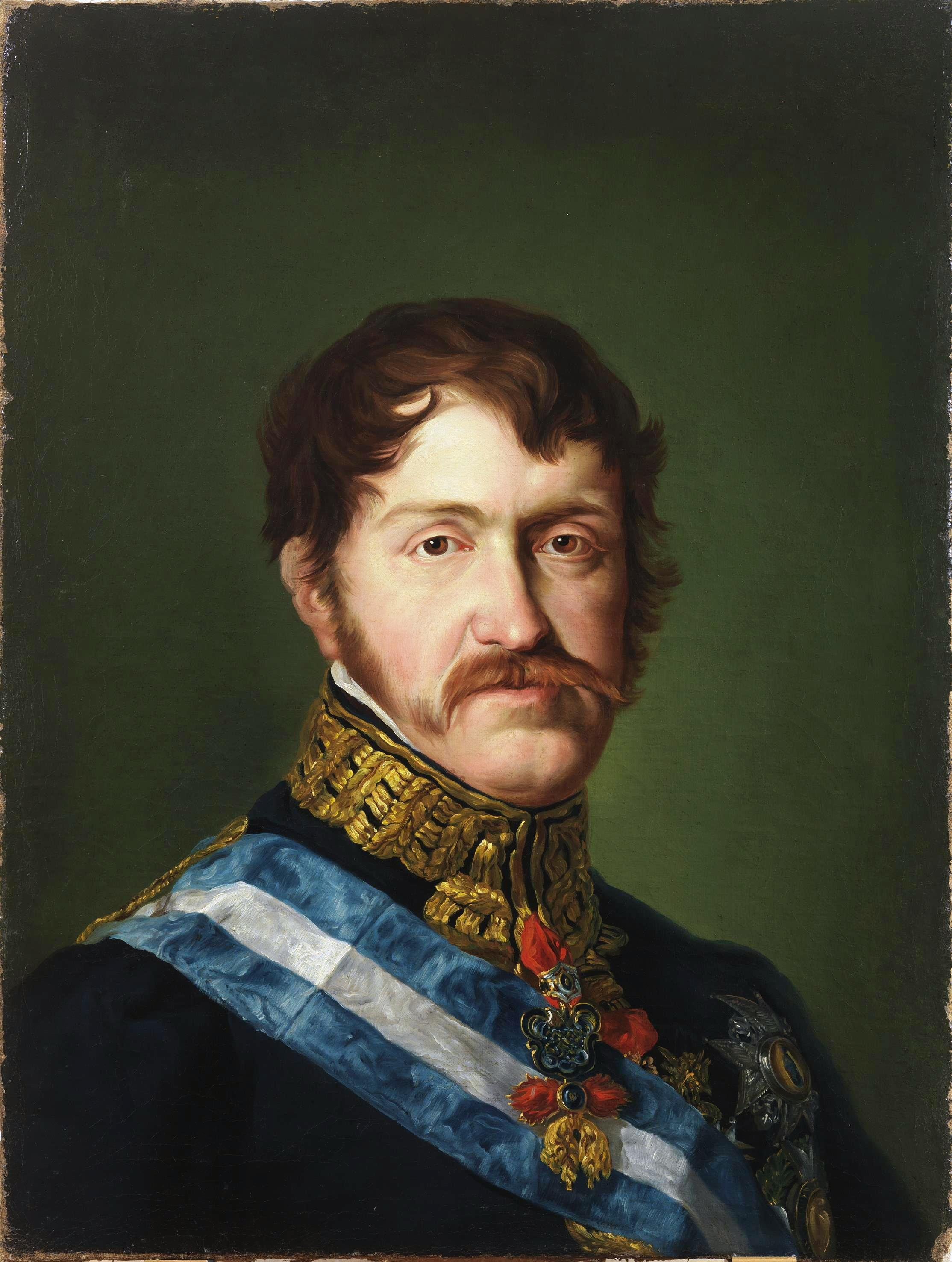
الدون كارلوس.

في 1 أكتوبر 1833 قام كارلوس ماريا إيسدرو شقيق فرناندو السابع الذي كان قد توفي بالتو بإعلان نفسه ملكا تحت لقب كارل الخامس ولم يعترف بإبنة أخيه إيزابيل بأنها الملكة الجديدة ولا بالملكة الوصية أو «الملكة الحاكمة» كما حددها رغبة الملك السابق. بدأ الدون كارلوس كما يسمونه أتباعه دعوته من آبرانتس في البرتغال. وبعدها بيومين اندلعت أول انتفاضة في طلبيرة بمقاطعة طليطلة وقادها مسؤول البريد ومعه المتطوعين الملكيين المحليين. وفي الأسابيع التالية نظم أنصار كارلوس مجموعات لمناطق مختلفة من الإقليم الذي يعود تأسيس بعضهم إلى الأحزاب الملكية في فترة الثلاث سنوات الليبرالي (1820-1823) ومتطرفي الحكم المطلق الذين عملوا خلال العشرية المشؤومة (1823-1833)، وعززها حضور المتطوعين الملكيين. وبدأ هذا التمرد المشتت الذي يستخدم تكتيك حرب العصابات بالتحول إلى الحرب الكارلية الأولى. فخلال سنة 1834 بدأت المجموعات المشتتة بالتحول إلى جيش حقيقي ذلك بفضل دمجهم بالجيش الكارلي الذي يحوي عسكريين محترفين، وبدأ بروز الكولونيل توماس دي زومالاكاريغي الذي حول الجيش الكارلي المشتت إلى جيش محترف من 40,000 عسكري مقارنة مع 45,000 من القوات الحكومية، ولكن بقي ولاء معظم ضباط الجيش نحو حكم الوصية ماريا كريستينا والملكة إيزابيلا الثانية وهم من بقايا فترة الثلاث سنوات الليبرالي.
تبقى الحرب الكارلية الأولى هي أكبر بكثير من مجرد تقاضي سلالي لأن الخلاف هو في نوعية النظام السياسي والاجتماعي الذي سيحكم مستقبل اسبانيا، فمكونات الجيش الكارلي شكلت من متطرفي الحكم المطلق «المتعنتين» الذين نشئوا في في العقد الأخير من عهد فيرناندو السابع. وفي الجانب الآخر يوجد «الكريستينيون» أو «ايزابيليون» وهم أتباع الجيش الحكومي، ومكوناته من «الإصلاحيين» المتشددين جدا. وبسبب استمرار تمرد الكارليين خاصة في بلاد الباسك ونافارا وهناك أيضا تمرد في كاتالونيا وأراغون وفالنسيا، بدأت القوات الحكومية بتلقي دعم الليبراليين «المعتدلين» الذين عادوا من المنفى تدريجيا بفضل العفو في أكتوبر 1832 بعد «أحداث لا غرانخا».

### حكومة مارتينيز دي لا روسا
أكدت الملكة الوصية ماريا كريستينا بحكم منصبها لرئيس الوزراء «الإصلاحي» المستبد سيا بيرموديز على مواصلة سياسة الاستبداد المستنير وأن يتجنب أي تغييرات سياسية عميقة من شأنها تنهي صلاحيات الملك المطلقة و«النظام التقليدي»، كما عبرت عن ذلك الوصية في 4 أكتوبر.

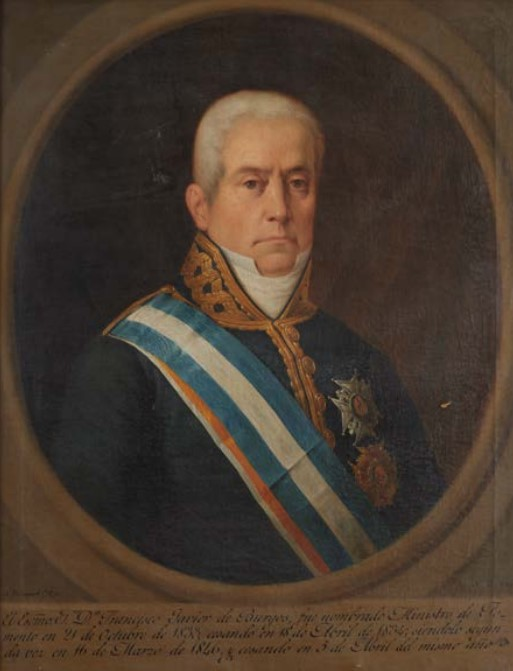
لوحة لخافيير دي بورغوس. سنة 1837.

ولمواجهة جمود سيا برموديز، الذي اعتقد أن العفو قد أعطى ما يكفي من التنازلات لليبراليين، قام خافيير دي بورغوس وهو متفرنس قديم استلم منذ 21 أكتوبر وزارة الأشغال الجديدة، فرأس القطاع الحكومي رغبة منه بالذهاب أبعد في الانفتاح السياسي وإجراء «الإصلاح من فوق» وذلك بتفكيك عناصر النظام القديم دون المساس بالصلاحيات المطلقة للتاج عند تقديم نظام تمثيلي معين. ومن أبرز الأصلاحات التي قام بها خافيير دي بورغوس وما لها من أهمية تاريخية كبيرة للحكومة: وهي إعادة التقسيم الإداري لإسبانيا حيث صدر بمرسوم ملكي بتاريخ 30 نوفمبر 1833 والذي وضع «أسس الإدارة العامة الاسبانية التي من شأنها أن تخضع لمركزية الدولة الليبرالية».
لقد أصبح من الواضح أن الإصلاحات الإدارية فقط لن تكون قادرة على مواجهة تهديد الكارليين وعودة الليبراليين من المنفى، وذلك لأن الديون مع أسباب أخرى أدت إلى تزايد العجز في الخزينة مما ترتب على ذلك من زيادة في الدين العام. ففي 25 ديسمبر 1833 قام القبطان العام لكاتالونيا مانويل لاودر صاحب السياسة الوقائية في نزع سلاح المتطوعين الملكى - التي وصفها بأنها «الطبقة الأحقر في السكان» - وأخّر انضمام إمارة كاتالونيا إلى الثورة الكارلية، قام بإرسال بيانا حث فيه الوصية بعزل سيا برموديز لأنه عديم الفعالية، وهو الاقتراح الذي أيده القائد العام لقشتالة القديمة. وبالتالي فقد قامت ماريا كريستينا في 15 يناير 1834 بعزل سيا بيرموديز وتعيين الليبرالي «المعتدل» فرانسيسكو مارتينيز دي لا روزا الذي أبقى خافيير دي بورغوس في وزارة الأشغال العامة.
وفور تشكيل الحكومة الجديدة بدأ خافيير دي بورغوس عملية «الإصلاح من فوق» بالذات بصلاحيات واسعة لوزارته، وتنفيذ برنامج تحرير الاقتصاد بإشراف ممثلي الحكومة وهم الحكام المدنيون. فصدر مرسوم في 20 يناير 1834 منح حرية الصناعة وألغى احتكار الطوائف الحرفية التي تتمتع بها النقابات، إلا أنها لم تمحى بالكامل بحيث يمكن أعضائها «مساعدة بعضهم البعض في تلك الأنشطة». ويليه القضايا الراهنة مثل التعليم وامتحانات القبول - لم يتم الحل النهائي للنقابات إلا بعد عامين من انتصار الثورة الليبرالية. ثم أتى مرسوم آخر من 29 يناير أعطى حرية التجارة، وقد سبقها قرار الغى مراسيم حدت من أنشطة المزارعين.

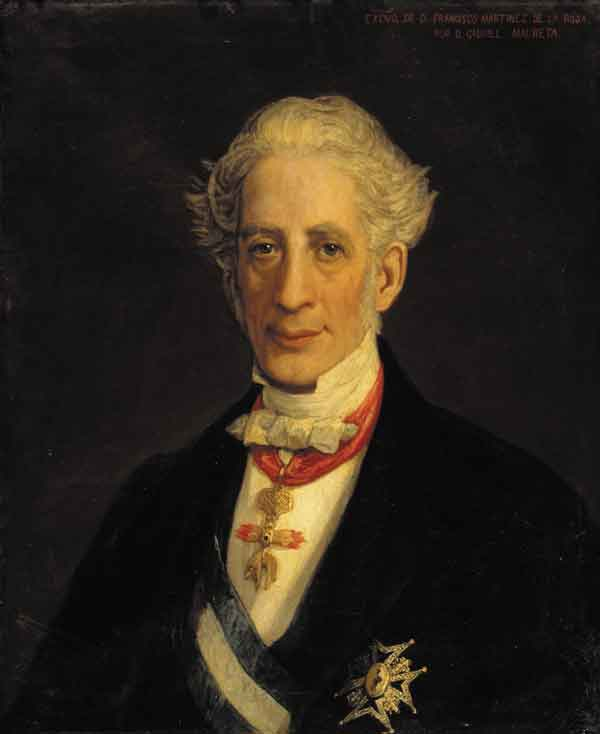
فرانسيسكو مارتينيز دي لا روزا.

وفي الساحة السياسية فإن مشروع حكومة مارتينيز دي لا روزا بدعم من خافيير دي بورغوس هو البدء بالانتقال من حكم الإستبداد إلى شكل من أشكال الحكم التمثيلي، وهو اتباع مسار من الإصلاحات بدأت ولكن بدون معالجة أي شكل من أشكال الاختلاف الحكومي. " وبهذه الطريقة كان المقصود به حل التناقض في الجانب ملكية كريستينا المطلقة التي سعت إلى دعم الليبراليين الذين يريدون تحويلها إلى ملكية دستورية وأروع مافي إستراتيجية الإصلاح هو صدور النظام الأساسي في 19 أبريل 1834. وهو نوع من المواثيق منحها المجلس النيابي الجديد (الكورتيس) لقطع نصف الطريق بين الدولة ومجلس الكورتيس الحديث، وتكاملت مع مجلس النبلاء أو مجلس الشيوخ -في تقليد لمجلس اللوردات البريطاني-، حيث الأعضاء لا يعينوا بالانتخاب ولكن يتم تعيينهم من القصر بين النبلاء وحائزي الثروات الضخمة (التجار)، ومكتب المدعي العام. أو مجلس النواب -وأيضا لتقليد مجلس العموم-، وبلغ عدد الذين لهم حق التصويت عن طريق الاقتراع المقيد جدا أكثر من 16,000 شخص من أصل عدد السكان البالغ 12 مليون شخص.
لايعد النظام الأساسي دستورا، للأسباب التالية: أنه لم ينطلق من قاعدة السيادة الوطنية ولكن من سيادة الملك المطلقة الذي يحد من تلقاء نفسه صلاحياته وفقا لنموذج النظام الأساسي الفرنسي المستعاد للويس الثامن عشر بعد سقوط نابليون. فالغرض منه هو إرضاء كلا الطرفين المتصارعين وهما الحكم المطلق والليبراليين، ولكن الأول رفضه بينما رأى الطرف الآخر أنه مقيد بحيث لا يقبلها إلا أكثر المحافظين تشددا. وبالإضافة إلى ذلك، فإن قاعدتها الاجتماعية محدودة جدا، ويبلغ الذين يحق لهم التصويت 13% من تعداد السكان. وحول النظام الأساسي «فإن التاج على استعداد للموافقة حول درجة التمثيل والانفتاح التي كان الليبراليين المعتدلين أو القطاعات الإصلاحية على استعداد لاعتمادها، وبالتالي إضفاء الطابع المؤسسي على عملية الانتقال».
من ناحية أخرى، ففي الوقت الذي صدر فيه النظام الأساسي في أبريل 1834 نالت حكومة مارتينيز دي لا روزا دعما دوليا مهما ضد خطر الكارليين عندما وقعت على تحالف رباعي بين إسبانيا والبرتغال وبريطانيا وفرنسا، وتعهدت فيه كلا من بريطانيا وفرنسا بدعم اسبانيا والبرتغال في الصراع ضد الحركات المناهضة لليبرالية من كارلية وميغيلية. وقد تم الانتهاء من الاتفاق في أغسطس بتوقيع «بنود إضافية» بتكثيف الدعم المادي والمالي للحفاظ على عرش إيزابيلا الثانية وشملت إرسال قوات من متطوعين. وخلال الفترة من (1835 - 1837) دخل فيلق الاحتياط البريطاني المكون من 10,000 رجل لمواجهة الكارليين في بلاد الباسك، في حين أرسلت فرنسا والبرتغال وحدات صغيرة.
أما العنصر الآخر الأساسي من التحول السياسي التي تنتظره الحكومة كان مرسوم الصحافة والطباعة الصادر في يناير 1834 وأكتمل مع اللائحة المحددة في يونيو 1834. وقد ألهمت ديباجة مرسوم يناير سياسة الحكومة العامة أن تكون وسطا بين «حرية غير محدودة للصحافة» و«العوائق والقيود التي لازالت تعاني منها.» وعلى الرغم من أن المرسوم نص على الموضوعات التي يجب أن تخضع لرقابة مسبقة، إلا أنه كانت هناك ثورة في الصحافة والأفكار السياسية التي بدأت في السنوات الأخيرة من «العشرية المشؤومة» -ظهرت في 1832 صحيفتان سياسيتان رئيسيتان إحداهما في برشلونة والأخرى في مدريد-، وبدأ خلالها تسليط الضوء على الكتاب والصحفيين مثل ماريانو خوسيه دي لارا وأستبانث كلدرون. وطالب الرأي العام ويتكلم بإسمه الصحف والصحفيين الليبراليين «طالب بالتغيير السياسي الذي حسب رأيه يجب أن يكون الميثاق الملكي نقطة البداية وليس الهدف النهائي». وهو وجهة نظر حكومة مارتينيز دي لا روزا.
كما تعهدت الحكومة بإصلاحات أخرى، بما فيها الإدارة المدنية والقضائية للدولة حيث ألغت نظام المجالس للحكم القديم، والأهم من ذلك هو إعادة تفعيل الميليشيات ولكن ليس باسم «الميليشيا الوطنية» كما كانت في فترة الثلاث سنوات ليبرالية لكن ميليشيات مدنية «لكي يبدو سهولة ووضوح العودة إلى الليبرالية.» وكان الهدف هو توفير قوة أمنية من المتطوعين لإحلالهم محل المتطوعين الملكيين الذين قد تم نزع سلاحهم في جميع أنحاء الدولة 1833. وأسست الحكومة مرسوم أنشئته في 16 فبراير 1834 وضع معايير صارمة جدا للدخول في المناطق الحضرية كما كانت تعرف شعبيا، للتأكد من أن الشخص المنتمي لها هو من بين الطبقة الوسطى والمهنية، ولكن ذلك لم يمنع التعاون بين الطبقات الشعبية الحضرية -الناس المتميزة في المصطلحات الليبرالية في تلك الفترة-، وبالتالي فقد قدر لتلك «حضرية» ان تلعب دورا نشطا للغاية في التدرج بالتغيير في الأزمات الاجتماعية والسياسات التي وقعت في الفترة التالية.
وكشف الدور المتنامي للشعب - من الطبقات الشعبية الحضرية - عن الحلقة المأساوية لمذبحة الرهبان في مدريد. يوليو 1834. ما بين 17 و 18 يوليو، في خضم انتشار وباء الكوليرا اجتاح العاصمة. وسرت شائعات تزعُم بإن الكنيسة قامت بتسميم الأبار والقنوات التي تمد مدريد بالمياه، فقام الناس بالاعتداء على أديرة متنوعة وتم اغتيال 73 من رجال الدين. كان من بين المتهمين 26 رجلا عسكريا و 23 من المناطق الحضرية وفقط 6 من 133 متهم له لقب الدون، والذي كان في ذلك الوقت لوضع علامة على الفارق الثقافي وبالتالي الاجتماعي. مما يدل على أن الكثير من الطبقة الدنيا ليس لديهم تعليم.

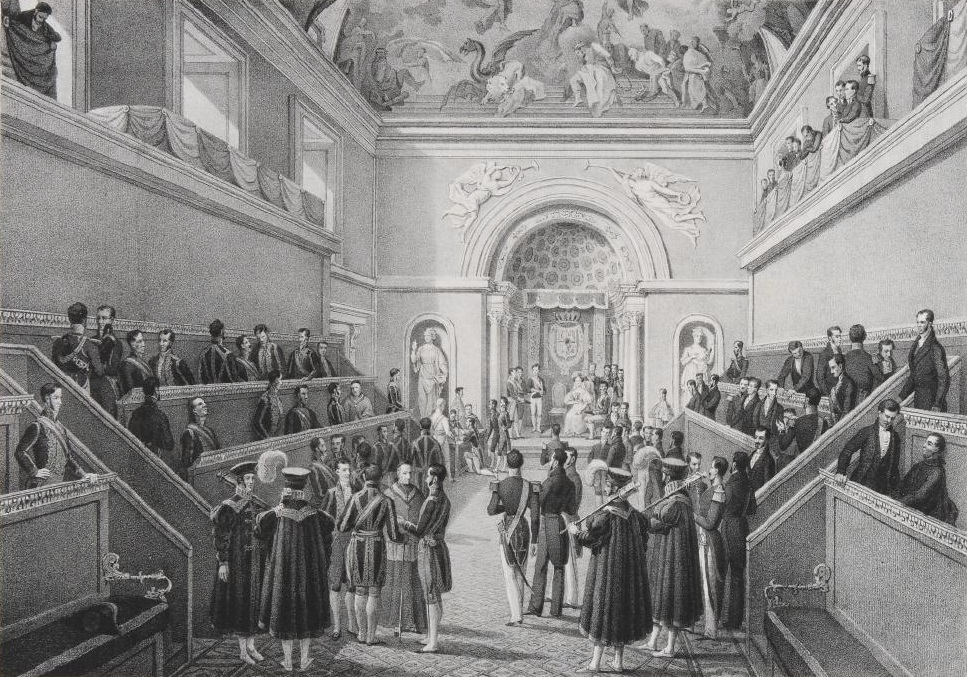
الجلسة الافتتاحية لبرلمان النظام الأساسي من الوصية ماريا كريستينا دي بوربون في 24 يوليو 1834

وفي يوم 24 يوليو 1834 أي بعد أسبوع من «مذبحة الرهبان» افتتحت الوصية ماريا كريستينا دورة البرلمان الجديد. وقد حاولت أن تخفي حملها المثبت عليها بقوة بعد خمسة أشهر من ثمرة زواج مرغنطي مع أوغستين فرناندو مونيوز كانت قد تزوجته بعد ثلاثة أشهر من وفاة فرناندو السابع، مما يؤثر سلبا على شرعية قضية إيزابيلا. وقد استقبل البرلمان خطاب الوصية بفتور ثم أرسل إليها بعد أيام قليلة نسخة طبق الأصل من المجلس الإنتخابي يشجب فيها «حالة الكساد والشقاء للدولة» والتي عاشتها الأمة نتيجة ل «نظام العهد السابق المعتل».
وهكذا أصبح واضحا أن سياسة الانتقال المخطط لها والتي دافعت عنه حكومة مارتينيز دي لا روزا قد وجدت معارضة قوية بين نواب الدولة، ومع أن التصويت جاء ب 111 كانت لصالح الحكومة و 77 للمعارضة ويريدون الذهاب لأبعد مدى. وهناك نوابا من بين المعارضة كانوا في مجلس كورتيس الترينيوم الليبرالي وقضوا عدة سنوات في المنفى، قد استخدموا حقهم في تقديم التماس الذي اتاح لهم النظام الأساسي لمطالبة الحكومة ضمن تدابير أخرى بالاعتراف «بحقوق الإسبان السياسية» التي تدعمه جميع الحكومات ذات التمثيل النيابي. وكان رد الحكومة هو حل مجلس الكورتيس يوم 29 مايو 1835 بعد جلسة عاصفة في مفوضية النواب "بعد أن تعرض مارتينيز دي لا روزا لعدة محاولات اعتداء من مجموعات من المتهورين" وبعدها بأيام قليلة استقال مارتينيز دي لا روزا.

### حكومة دي تورينو والثورة الليبرالية

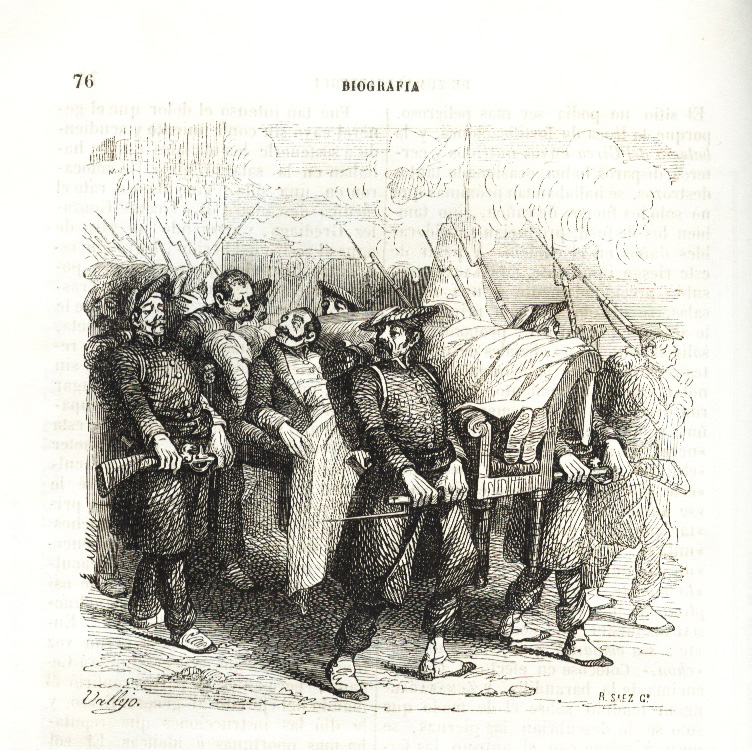
زومالاكاريغي وهو محمول على نقالة بعد اصابته بجرح.

لم يكن سير الحرب مناسبا لجيش كريستينا الحكومي، بعد أن تمكن الكارليين في الباسك ونافارا من تنظيم أنفسهم وانشاء جيش حقيقي بفضل العقيد توماس دي زومالاكاريغي القائد العام للجيش الكارلي الذي بات يهيمن تقريبا على كل أراضيها عدا المدن الكبرى الأربع، مما سمح بخروج نواة الدولة الكارلية إلى الواجهة بزعامة من كاد ان يصبح «الملك» كارلوس الخامس، فدخل إلى إسبانيا عبر الحدود الفرنسية يوم 9 يوليو 1834. فكانت الخطوة التالية التي واتت الكارليون هي أخذ أول مدينة رئيسية وهو من شأنه أن يعطي لهم انتصارا عسكريا مدويا ودعاية باهرة. فبدأوا في 15 يونيو 1835 بحصار بلباو (مقاطعة في إقليم الباسك) ولكن تعرض القائد زومالاكاريغي لأصابات قاتلة مات على أثرها بعد عدة أيام. ومن المفارقات أنه كان يعارض هذا العمل ودافع عن الهجوم على فيتوريا بأنها خطوة أولى قبل الهجوم على أراضي قشتالة. ومع ذلك، فقد فشل حصار بلباو لأن القوات كريستينا الحكومية تمكنت من إزاحتهم في 1 يوليو، علاوة إلى أنها نجحت في 16 يوليو من هزيمة الكارليين في معركة مينديغوريا (في نافارا) أكبر معارك تلك الحرب.

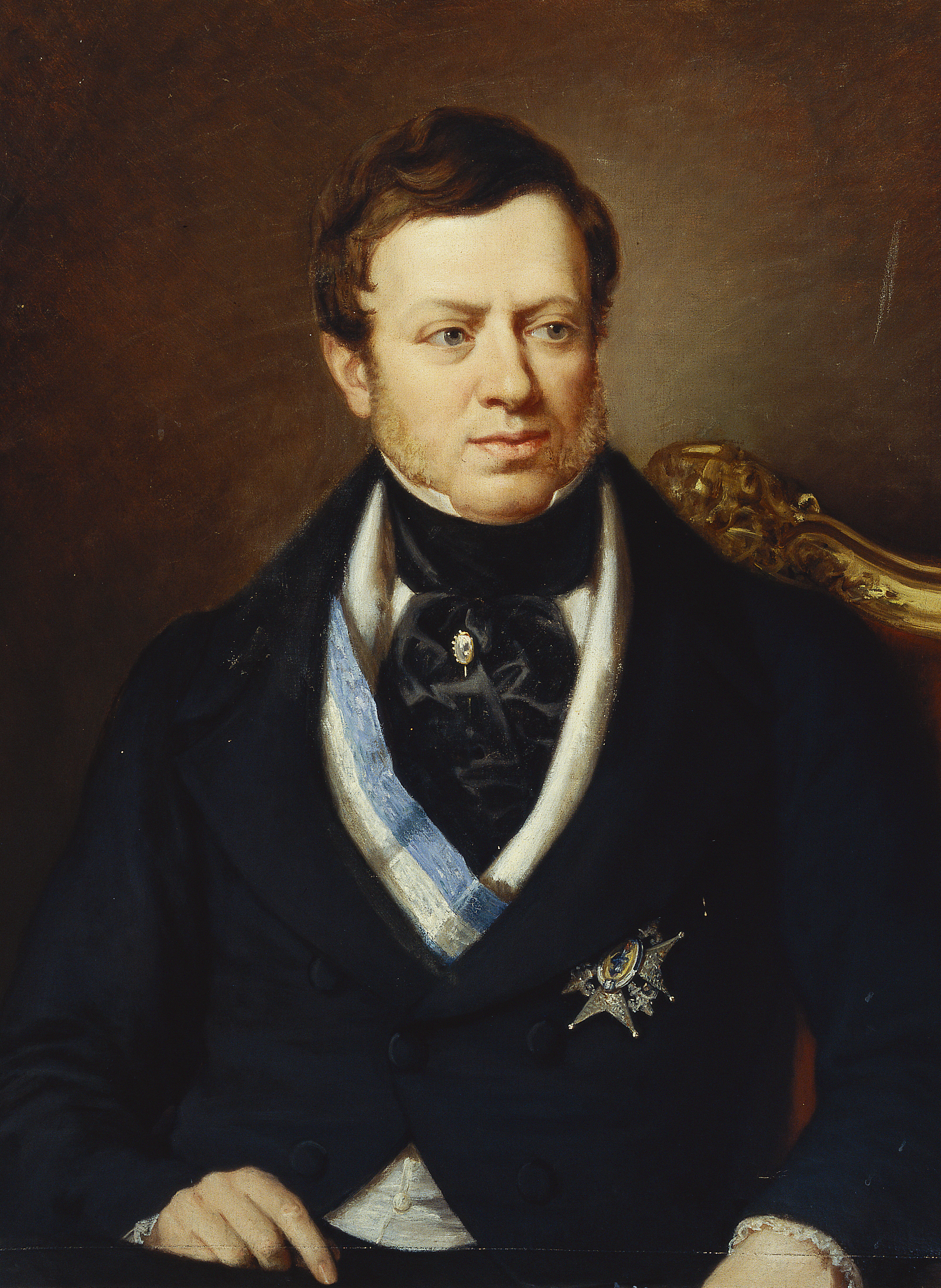
خوزيه ماريا كويبو دي لانو كونت تورينو

أدت النكسات الأولى في الحرب إلى جانب المعارضة الشديدة في إنشاء النيابة، اضطرت الوصية للانفتاح أكثر وذلك بأن أعطت في 6 يونيو 1835 وزارة الدولة (الخارجية) ورئاسة الحكومة للكونت دي تورينو وهو ليبرالي، وضم في حكومته وزير المالية الليبرالي خوان الباريث مينديثابال الذي كان منفيا إلى لندن والمقرب من «العشرينيون» في الترينيوم الليبرالي وفقا لخوان فرانسيسكو فوينتس، «تعزيز تورينو لمنصب رئاسة الوزراء وتعيين شخص مينديثابال معا شكلا طريقا طويلا لالبس فيه أن التسارع واضح للانتقال نحو الليبرالية الذي بدأ بعد وفاة فرناندو السابع».
اندلعت أعمال شغب مناهضة لرجال الدين في يوليو 1835 في كاتالونيا - ووقعت الأحداث الأكثر خطورة في ريوس وفي برشلونة بدخول الأديرة وقتل الرهبان - ثم تلتها ثورات ليبرالية ومناهضة لرجال الدين فانتشرت في جميع أنحاء البلاد وكانت مصحوبة بتشكيل المجالس (Juntas) -كما في 1808 و1820- فبعضها تولى السلطة واقعيا والآخر طالب بانعقاد تأسيسية الكورتيس. وهكذا تحولت أعمال الشغب إلى تمرد سياسي.
تسبب انتشار المجالس العسكرية في جميع أنحاء البلاد في إسقاط حكومة الكونت تورينو يوم 14 سبتمبر وحلت محلها حكومة مينديثابال بعد بضعة أيام. أما بالنسبة للخصائص ودوافع حركة تلك المجالس في صيف 1835 فكانت كالتالي: قيادة الجيش للميليشيات بأنها الجزء المسلح للثورة وطبيعة الشغب المناهض لرجال الدين والخوف من الكارلية ومشاركة الطبقات الشعبية الحضرية، وهناك بعض المطالب الاقتصادية; مثل إلغاء الضرائب الذي لا تحظى بشعبية، وادخال المواد الضرورية إلى المدن، ويكون برنامج التغيير السياسي شاملا ولكنه تظهر علاماته بالتدرج، كما طلب لانتخابات مجلس تأسيسي.

## الثورة الليبرالية (1835-1837)

### حكومة مينديثابال (1835-1836)

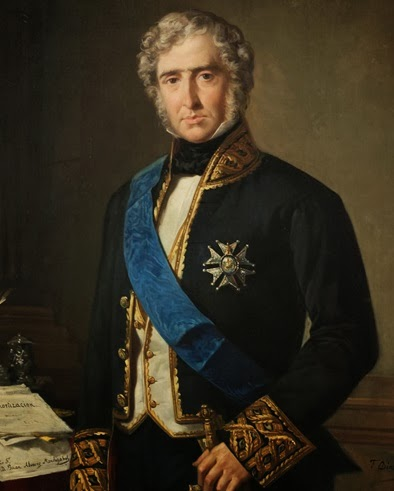
خوان الباريث مينديثابال.

بعد تغيير الحكومة السابقة دعت حكومة مينديثابال الجديدة في 28 سبتمبر 1835 لانتخابات مجلس جديد، ثم سرحت معظم مجالس الخونتا بالرغم من أنهم لا يزالون مترقبين ومحافظين على مطالبهم بعقد «تأسيسية الكورتيس لتشكيل ووضع القانون الأساسي التي تحدد حقوق وواجبات الشعب الاسباني»، كما أعلن مجلس مدينة خاين العسكري، لأن «الاسبان لا يريدون أن يظهروا أحرارا، ولكن ليكونوا أحرارا» كما أعلن من قبل المجلس قادس العسكري. وكانت الصيغة التي اعتمدها مينديثابال هي حل تلك المجالس لدمجها في مجالس المحافظات التي تم إنشاؤها بمرسوم في 21 سبتمبر.
لم يشكك مينديثابال في بيان وجهه إلى الوصية ماريا كريستينا من التزام القصر للنظام الأساسي، لكنه حذر من أنه يهدف إلى ضمان «حقوق وواجبات الشعب» جنبا إلى جنب مع «صلاحيات العرش»، وحدد الأولوية لثلاثة أهداف: استعادة «ثقة العامة». وإصلاح لمرة واحدة وإلى الأبد مشكلة الأديرة والكنائس. ووضع «نهاية سريعة ومجيدة» بدون مساعدات خارجية «لهذه الحرب بين الأشقاء، وهو عار وخزي القرن الذي نعيش فيه». وكان الهدفين الأول والثالث استعادة «ثقة العامة» و«نهاية سريعة ومجيدة» للحرب الكارلية مرتبطين ارتباطا وثيقا بالهدف الثاني وهو حل مشكلة الأديرة والكنائس، فأعلن مصادرة جميع أملاك الكنيسة الكاثوليكية والجماعات الدينية، وذلك بهدف الحصول على الموارد التي تحتاجها الدولة لتسديد الديون وكسب الحرب. وهو ما يعرف باسم «مصادرة مينديثابال» بدأت مع مرسوم 19 فبراير 1836 معلنا خصخصة أو «الملكية الوطنية» للأديرة والكنائس -ألغته الحكومة السابقة للكونت تورينو في 25 يوليو 1835- فأعاده هو وأمر بإغلاق كل مؤسسة دينية يوجد بها اقل من اثني عشر راهبا، وأغلب الأديرة كذلك. وستباع تلك «الأصول الوطنية» في مزاد علني ويتم تحصيل العائدات لخفض ديون الدولة. واكتملت تلك الخطوة بمراسيم في الفترة من 5 إلى 9 مارس 1836 الذي أزال كل الأديرة والكنائس وبالتالي اعتبر ترك الرهبنة التي تقوم بها المجالس قانونية، منذ آنذاك يوجد فقط بعض وثلاثين من أصل 2000 دير في إسبانيا لا يزال مفتوحا. ومع ذلك لم يواجه مينديثابال حالة الطوارئ المالية للدولة من عائدات المصادرة، ولكن واجهها عن طريق عمليات الائتمان الجديدة في سوق الأوراق المالية. ولجأ أيضا إلى زيادة الضغط المالي حسب توزيع المحافظات، التي لم تدخل ضمن إعادة تنظيم شاملة ونهائية لممتلكات لدولة.
تسببت خطوات علمنة الأمور الدينية ومصادرة ممتلكاتهم بردود فعل شديدة من الكنيسة الكاثوليكية التي قطعت علاقاتها مع الدولة الإسبانية، وترك القاصد الرسولي أو سفير الكرسي البابوي إسبانيا، واتجه العديد من رجال الدين العاديين الذين تركوا الرهبنة نحو الكارلية. كما اتخذ مينديثابال تدابير أخرى مثل قمع المؤسسات والمراكز القانونية للنظام القديم مثل فحص النبلاء وقانون ميستا للرعي.
والعكس صحيح فقد استأنف مينديثابال التقليد الليبرالي لحكم الثلاث سنوات الليبرالي وأعاد تسمية «الميليشيات المدنية» ب «الحرس الوطني»، الذي تضاعف عددهم في غضون أشهر قليلة إلى 400,000، ورد اعتبار رافائيل ديل رييغو بإعادة ذكراه الذي بدأ في 1820 حكم الثلاث سنوات ثم أعدم بعدها بأمر من فيرناندو السابع. من ناحية أخرى، وفي محاولة لإنهاء الحرب الكارلية طلب بإضافة 100,000 من المجندين الجدد، على الرغم من أنه لم يتمكن من جمع أكثر من نصف هذا العدد. ويجب أن يؤخذ في الاعتبار أن منذ صيف عام 1835 كان هناك نوعا من توازن القوى النسبي بين الكارليين والجيش الحكومي أتباع كريستينا في الباسك ونافارا، إلا أنه قد تم توحيد النواة الثانية للكارليين في أراغون وفالنسيا وكاتالونيا الجنوبية بزعامة القس السابق رامون كابريرا «نمر مايسترازغو» ويقع مركز عملياته في كانتابيخا (محافظة تيرويل).
مع ذلك فإن نمط مينديثابال الشخصاني للحكومة فمنصبه وزير الدولة إلى جانب رئاسة الحكومة، واستلم أيضا وزارات الخزانة والحرب والبحرية مما خلق لنفسه معارضة ضده داخل الكورتيس وخارجه، وليس فقط داخل حزب الوسط ولكن من بين عدد كبير من النواب الذين دعموه حتى آخر لحظة مثل أنطونيو الكالا جاليانو وفرانسيسكو خافيير إستوريز، كما انه كان قادرا على تأكيد اقتراحه لقانون انتخابي جديد بحيث تجري الانتخابات حسب الدوائر وليس حسب المحافظات ولكن المقترح سقط رغم دفاعه. فما كان منه إلا أن حل البرلمان في 27 يناير 1836 والدعوة إلى انتخابات جديدة. فقدموا نصرا مدويا لل«مينديثاباليين» أو «العشرينيون» -وهو الاسم الذي ارتبط مع المتشددين الليبراليين في فترة الترينيوم الليبرالي- وسرعان ماعرفوا باسم حزب التقدم. لكن تبين سريعا أن التقدميين كانوا منقسمين، فالمشاكل المالية إلى جانب إطالة أمد الحرب قد أدت إلى سقوط الحكومة مينديثابال في مايو 1836. وكانت ذريعة الوصية ماريا كريستينا لعزله هو عدم التطابق في اقتراح بتعيين بعض كبار ضباط الجيش إلى الليبراليين المتشددين، وبعضهم قد لعب دورا مهما خلال فترة الثلاث سنوات الليبرالي 1820-1823. ثم عينت الملكة الوصية في 15 مايو 1836 فرانسيسكو خافيير إستوريز -التقدمي سابقا وحاليا قريب من الاعتدال- ليكون رئيسا للحكومة.

### ثورة 1836 واستعادة دستور 1812
كما كان متوقعا لم تتمكن حكومة إستوريز من نيل ثقة البرلمان في يوم 22 مايو، فقد تم رفضها بمجرد التصويت عليها، لذلك حلت الملكة الوصية البرلمان بمرسوم حل وأمرت بعقد انتخابات في منتصف يوليو. وأيضا كان متوقعا انتصار كبير للحكومة، وبالتالي كرس ذلك قاعدة في ليبرالية أسبانيا أنه بالكاد أن يكون هناك استثناء: "فالانتخابات تفوز بها الحكومة دائما عندما تطلبها".
وجاء رد التقدميين هو البدء بسلسلة من الثورات الشعبية في مختلف المدن، وأدارها في كثير من الأحيان "الحرس الوطني" الذي انتشر في جميع أنحاء البلاد، ورافقها محاولات تمرد بعض الوحدات العسكرية.وفي يوم 26 يوليو ثارت ميليشيا ملقا الوطنية وتبعها قادس التي ثارت في 28 ثم غرناطة في 31 يوليو. وخلال الأيام الأولى من أغسطس اندلعت سلسلة من الانتفاضات في إشبيلية وسرقسطة وولبة وبطليوس وفالنسيا ولا كورونيا ... في هذا الإدراك فإن وحدات الجيش الشمالية كانت واضحة، وبلغت أوجها في يوم 13 بإعلان ميليشيا مدريد الوطنية أنها مع الحل العسكري". استفاد الجنرال الكارلي ميغيل غوميز من الثورات الشعبية فقام بحملات بالداخل الأسباني صيف 1836 دون أن توقفه الجيوش الحكومية، مما أدى إلى ازدياد تشويه سمعة الحكومة وأذكي روح الليبراليين "المتشددين" الذين ثاروا ضدها. وكما هو الحال في الصيف الماضي تم تشكيل المجالس العسكرية الثورية التي تحدت سلطة الحكومة وطالبوا علنا وبالإجماع على إعادة دستور 1812. في هذا السياق من التمرد و"المجالس الثورية" وقع تمرد لا جرانخا دي سان إلديفونسو في 12 أغسطس حيث ثارت مجموعة من الرقباء الحامية من سيغوفيا والحرس الملكي في قصر لا جرانخا سان إلديفونسو حيث فيها ماريا كريستينا واضطرت الوصية لإعادة فرض-الدستور عام 1812، وعينت بعد يومين حكومة ليبرالية تقدمية برئاسة خوسيه ماريا كالاترافا، وعاد معهم مينديثابال مرة أخرى في منصب وزير المالية. وكان انتصارا للثورة ليبرالية.

### حكومة كالاترافا-مينديثابال: نهاية النظام القديم ودستور 1837

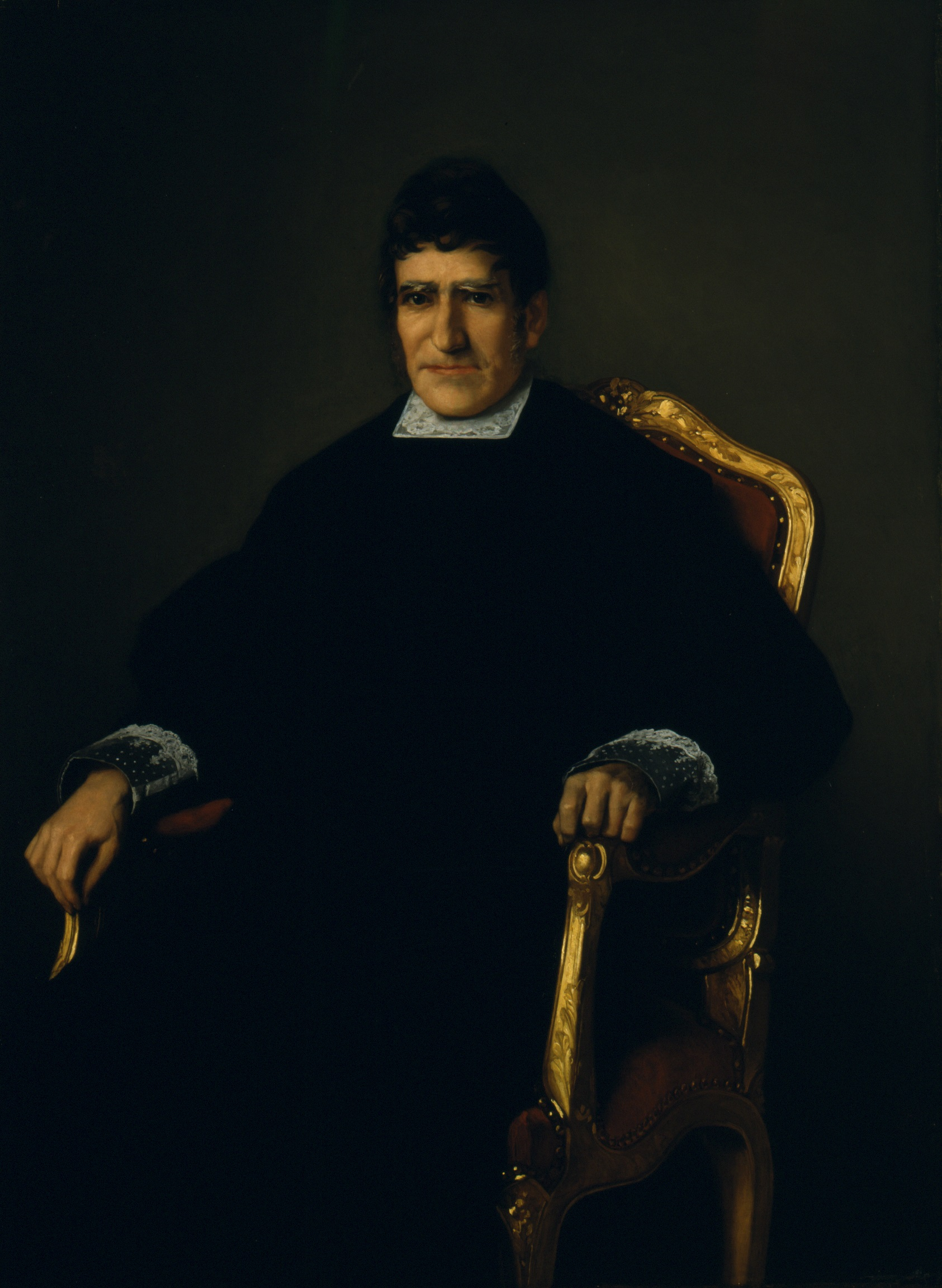
خوسيه ماريا كالاترافا.

كانت أهم نتيجة ل«تمرد الرقباء» في لا غرانخا هو إعادة العمل بدستور 1812 الذي أنهى «الانتقال من فوق» للنظام الملكي الأساسي وإعادة فتح عملية «الثورة الإسبانية» التي بدأها مجلس قادس في 1810 وتوقفت في 1814 بعد انقلاب اتباع الحكم المطلق برغبة من الملك فيرناندو السابع ثم استؤنفت في فترة الثلاث سنوات الليبرالية، ومرة أخرى أحبطها الملك بعد تدخل جيش مئة ألف من أبناء سانت لويس في 1823. وبعودة دستور 1812 تعود قوانين ومراسيم مجلس قادس وفترة الثلاث السنوات إلى حيز التنفيذ، ومنها بدأ الإلغاء النهائي للنظام القديم في إسبانيا.
وقد تجسد التزام الحكومة الجديدة للثورة الإسبانية التي بدأت في 1810 برئيسها خوسيه ماريا كالاترافا، فقد كان نائبا في كورتيس قادس ووزير الليبرالي متشدد في فترة السنوات الثلاث الليبرالي. لذلك تم استعادة تشريعات كورتيس قادس المتعلقة بالبلديات ومجالس المقاطعات وإلغاء النقابات، وقوانين الترينيوم الليبرالية لحرية الصحافة وإعادة تشكيل نظام فك الارتباط الذي ألغى توريث الابن الأكبر فقط "mayorazgo". كذلك وافقت الحكومة على إلغاء العشور في يوليو 1837 والنظام الإقطاعي في الشهر التالي.
وبعتقد كلا من كالاترافا ومينديثابال أنه لابد من إصلاح دستور 1812 ليتكيف مع زمن اختلف تماما عما كانت عليه الأوضاع قبل 24 عاما، حيث كانت هي المهمة الرئيسية للكورتيس الجديد الذي افتتح في أكتوبر 1836، فقد استدعتهم الحكومة بعد أيام قليلة من توليها السلطة وفقا للوائح دستور قادس الانتخابية الذي يختلف كثيرا عن الميثاق الملكي لأنه اعترف بالاقتراع العام غير المباشر (الذكور) من ثلاث درجات. أما الهدف الآخر من الإصلاح، وفقا لخوان فرانسيسكو فوينتس فهو «توفير مناخ الإستقرار للنظام الدستوري الذي كان يفتقر إليه حتى ذلك الحين» مما يعني أنه يجب على التقدميين وإن كانوا يتمتعون بأغلبية كبيرة في البرلمان ان يتفقوا مع حزب الوسط على الإصلاحات لتمكين التداول السلمي في السلطة بين الحزبين الحاكمين.

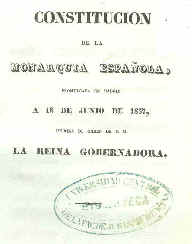
الصفحة الرئيسية من دستور 1837.

أخيرا وافق البرلمان على الدستور الجديد الذي صدر في يونيو 1837 والذي هو أكثر إيجازا من دستور 1812. حيث استكمل بناء النسيج الاجتماعي والسياسي الليبرالي للنظام الجديد، الذي حل محل القديم. وتضمن الدستور الجديد على العناصر الرئيسية لبرنامج تقدمي - السيادة الوطنية التي ظهرت فقط في الديباجة ولم تتكلم عنها مواد الدستور؛ وحرية الصحافة دون رقابة مسبقة، والميليشيا الوطنية، وهيئة المحلفين في جرائم الصحافة- وهناك تنازلين من التنازلات المهمة للمعتدلين: برلمان ثنائى التمثيل -حيث يتألف برلمان الكورتيس من مجلسي نواب وشيوخ- وتعزيز صلاحيات واختصاصات التاج الذي كان يتمتع به، فعلى سبيل المثال: الحق المطلق لإعطاء فيتو على القوانين - وليست مؤقتة كما هو في دستور 1812- غيرها من القضايا التي اختلف فيها التقدميين والمعتدلين مثل التوسعة في عدد المقترعين، وأداء المجالس البلدية والسلطة القضائية حيث كانت خارج قوانين الدستور فلا يمكن تنظيمها بالقوانين العادية.

## السنوات المعتدلة ونهاية الحرب الكارلية (1837-1840)

### سقوط الحكومة كالاترافا والكارليون على أبواب مدريد
حاول الكارليون توسيع دائرة الحرب إلى مناطق جديدة بدءا من صيف 1835، وبالرغم من أنها لم تحقق أهدافهم، إلا أن أهم حملاتهم الثلاث كانت تلك التي سميت «بالحملة الملكية» وسميت بذلك كون الذي يقودها هو الدون كارلوس الذي غادر نافار مايو 1837 ومعه 12,000 رجل عابرا كاتالونيا ومايسترازكو، واندمجت معه القوات الموجودة في المنطقة، ثم وصل بالقرب من فالنسيا. وفي منتصف شهر أغسطس كان على أبواب مدريد -أرجاندا ديل ري وفاليكاس-. وكانت دوافع «الحملة الملكية» خلافا للحملتين السابقتين من هي سياسية أكثر منها عسكرية بسبب الاتصالات بين ممثلي ماريا كريستينا - «المضطربة» حول خطوات الثورة الليبرالية في اسبانيا - والدون كارلوس لإنهاء الحرب، والذي تم برعاية بلاط نابولي الذي تعاطف مع القضية الكارلية.
يبدو أن الاتفاق بين دون كارلوس وماريا كريستينا احتوى على مايسمى بمصالحة الأسرة بين فرعين من البوربون من خلال زواج مستقبلي بين لويس كارلوس دي بوربون نجل دون كارلوس مع إيزابيلا الثانية البالغة من العمر ست سنوات - أكد جوزيف فونتانا أن ماريا كريستينا التزمت بإعطاء التاج إلى الدون كارلوس شريطة أن تسلم من براثن الثوار، وبالتالي "فقد رافقه حاشية من الرهبان ورجاله الخاصين الذين كانوا معه لشغل مناصب في الحكومة". ولكن عندما وصل الدون كارلوس أبواب مدريد بدأ الوضع السياسي يتغير حيث سقطت حكومة كالاترافا التقدمية وبدأت الملكة الوصية تأمل في إعادة توجيه الوضع السياسي إلى طريق المعتدلين بحيث لا تلجأ إلى اتفاق مع الدون، وقد ساعدها في ذلك الجهود المبذولة للجنرال بالدوميرو إسبارتيرو المعارض لهذا الاتفاق على أمل أن ينهي النزاع العسكري قريبا: إما بقوة السلاح أو عن طريق اتفاق بين قادة كلا الطرفين.
وكان سقوط حكومة كالاترافا بسبب انتفاضة عسكرية قادها العميد خوان فان هالين، فقد كان متمركزا في أرافاكا ويتبع جيش الجنرال إسبارتيرو، الذين طالبوا باستقالة الحكومة بحجة عدم دفع الرواتب ومشاكل الترقيات. وفي أغسطس 12 دخل في مشهد حصار مدريد الجنرال ثاراتيغو الكارلي القادم من الشمال بعد أن حاصر ونهب شقوبية ثم اتجه جنوبا لمساعدة الحملة الملكية في حصارها العاصمة. فاستقالت الحكومة، وعرضت الملكة الوصية رئاسة الحكومة للجنرال إسبارتيرو الذي رفض العرض إلا أنه تمكن من السيطرة على الوضع الميداني -وانهى تهديدات الحملة الملكية والجنرال الكارلي ثاراتيغو، الذين اضطروا إلى العودة أدراجهم دون أن يحققوا أهدافهم -. وبعد استقالة كالاترافا تم تعيين «المعتدل» بارديخي أثارا في 18 أغسطس، والذي دعا على الفور لإجراء انتخابات في 14 سبتمبر، وبالتالي نال ثقة البرلمان. كان توقيت سقوط حكومة كالاترافا مناسبا جدا، حيث الصعوبات المالية والانتكاسات العسكرية وما أعقبها من تأخر بالرواتب لموظفي الدولة والعسكر والخلافات في معسكر التقدميين، وفوق كل هذا فقد عزز المعتدلين موقعهم بالدستور الجديد بسبب دعم الملكة الوصية التي لم تنس أحداث لاغرانخا التي انشئت بيئة معادية للحكومة فأغلقت فترة دستور 1812 وجعلته رمزا لمسارها الشخصي ونطاق سياستها.
جرت الانتخابات في سبتمبر 1837 وعقد أول جلسة للبرلمان في ظل دستور 1837 وفقا لقواعد القانون الانتخابي الجديد الذي أقر في 20 يوليو 1837 والذي أعاد الاقتراع العام غير المباشر (ذكور)، الاقتراع كرس في دستور 1812 ولكنه قلص حق التصويت إلى «الملاك» أو «الأغنياء». فاز فيها حزب الوسط بأغلبية كبيرة، ولكن نظرا لانقسام فصائل هذا الحزب، فقد استمرت حكومة يوسيبيو بارديخي ثلاثة أشهر فقط، ثم عين كونت أوفاليا رئيسا للحكومة في 16 ديسمبر. واستمر حتى أوائل سبتمبر 1838 عندما اضطر إلى الاستقالة، بسبب فشله في رفع الحصار عن موريلا التي يحاصرها الكارلي رامون كابريرا. ثم شكلت حكومة قصيرة العمر برئاسة دوق فرياس حتى 9 ديسمبر 1838 عندما انتخب إيفاريستو بيريز دي كاسترو المعتدل وأنشئ عدة تغيرات في الحكومات المحلية التي أعطت صلاحيات وتدخلات أكبر للحكومة كما سعى لإصلاح العلاقات المتوترة منذ عهد فيرناندو السابع بين البلاط الأسباني والفاتيكان. استمرت حكومته أكثر من عام ونصف العام، حتى 27 يوليو 1840.

### اتفاقية فيرغارا وهزيمة الكارليين

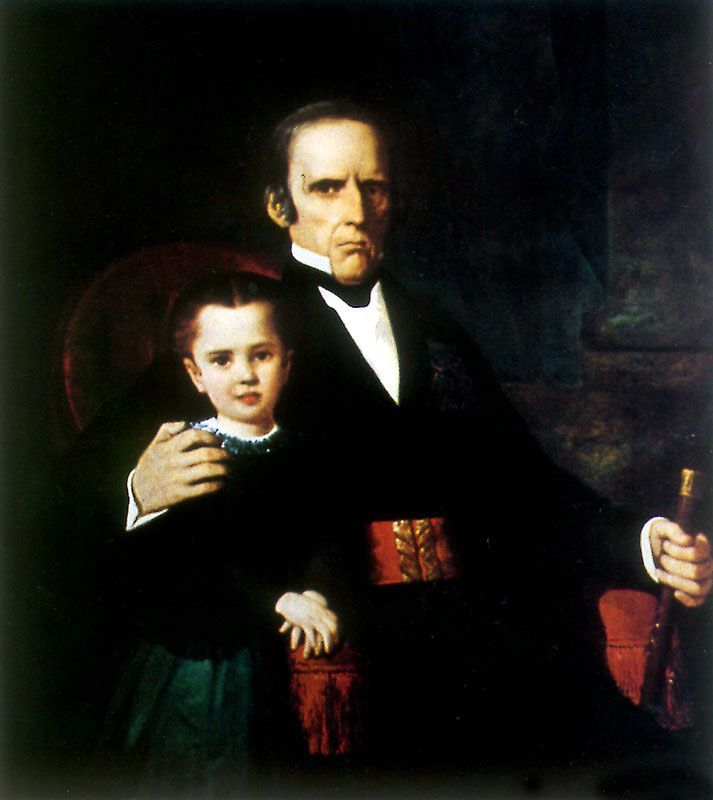
الجنرال الكارلي رافائيل ماروتو حوالي 1842

تسبب فشل «الحملة الملكية» لحصار مدريد في صيف 1837 بإرهاق الجنود واستنفاد الموارد مما اشعل الانقسام في صفوف الجيش الكارلي في بلاد الباسك ونافارا، بين المرتزقة الذين بدأوا بالشعور بعدم مقدرتهم على كسب الحرب ومن ثم يرغبون بالتوصل إلى نوع من الاتفاق مع الجيش الحكومي ويقودهم الجنرال رافائيل ماروتو وبين أنصار «الحكم المطلق» الذين يرغبون بالمقاومة حتى النهاية ويحصلون على دعم الدون كارلوس مباشرة. وارتفعت أيضا بين صفوف الليبراليين بعض الأصوات تطالب بالتوصل إلى حل تفاوضي لإنهاء الحرب مثل كونت تورينو في يناير 1838 الذي طالب في خطاب القاه امام كورتيس بإنهاء الحرب الأهلية.
ومن المفارقات الحاصلة أنه في حين كان الإحباط مستشري في بلاد الباسك ونافارا فإن مركزي الكارليين الآخرين (أراغون-فالنسيا وكاتالونيا الداخلية) متماسكين ويوسعون في مواقعهم. ففي كاتالونيا تمكنوا من الإستيلاء على بيرغا في يوليو 1837، حيث يدير مجلس الملكي الأعلى لإمارة كتالونيا مكونا إقليم كتالونيا الذي يهيمن عليها الكارليين وتبدأ حدوده من جبال البرانس ومادونها. أما في أراغون وفالنسيا فبعد أن سيطر الجنرال كابريرا على موريلا في يناير 1838 والتي أضحت عاصمة الكارلية الجديدة في المنطقة، ومنها أدار الدولة الإستبدادية الوليدة.
في مطلع 1839 اندلعت توترات في بلاد الباسك ونافارا بين «المرتزقة» و «أنصار الحكم المطلق». فقد أعدم في فبراير العديد من الضباط المتهمين بالتآمر ضد ماروتو في إستيا بنافارا. وقد هدد الدون كارلوس بإزاحته، ولكنه سرعان ماتراجع عن ذلك وهو مما يعني تعزيز سلطة ماروتو .في نفس الشهر من فبراير جرت اتصالات سرية بينه وبين الجنرال اسبارتيرو قائد جيش الشمال. وفي 25 أغسطس أعلن ماروتو اقتراحه للتوصل إلى اتفاق، وقلل كثيرا من مطالباته السابقة. فطرده الدون كارلوس بعدها بيومين إلا أنه تلقى دعم الجيش الكارلي في غيبوثكوا وبيسكاي فوقع اتفاقا مع اسبارتيرو في 29 أغسطس. وبقي محفوظا إلى بعد يومين عندما تحاضن الجنرالين في معسكر فيرغارا (غيبوثكوا). استسلم الجيش الكارلي بموجب شروط الاتفاق بالمقابل اعطي الضمان للضباط الكارليين الحق في الانضمام إلى جيش الملكي. وبالإضافة إلى ذلك فقد تعهد اسبراتينو أمام البرلمان بالدفاع عن امتيازات مقاطعات بيسكاي غيبوثكوا ألافا ونافارا.
لم يعترف الدون كارلوس ولا رجاله باتفاقية فيرغارا فقد عبر رجاله الحدود الفرنسية في 14 سبتمبر 1839 لمرافقة ملكهم على أمل الانتقال إلى الأراضي الكاتالونية وبلنسية لمواصلة القتال، حيث لم يعترف بالإتفاق كلا مجلس بيرغا (في كاتالونيا) الذي يرأسه كونت إسبانيا ولا الجنرال كابريرا، واعتبروا أن ماروتو ومن معه من الذين وقعوا الإتفاق هم خونة.
نهاية معقل الكارليين «الباسك-نافارا» مكن القوات الحكومية في التركيز للهجوم - بلغ عدد رجال الجنرال اسبارتيرو 40,000 - على بؤرتين للقوات الكارلية. في بداية مايو 1840 احتلوا كانتافيخا (تيروال) وفي يوم 30 من الشهر احتلوا موريلا عاصمة الكارليين. فتراجع كابريرا إلى كاتالونيا، وفي 6 يوليو 1840 تمكن هو ومعه المقاتلين الكارليين من عبور الحدود الفرنسية. وبذا تكون الحرب الكارلية الأولى قد انتهت. فقد نفي حوالي 15000 من الكارليين إلى فرنسا - والمجموع الكلي نحو ستة وعشرون ألفا من اللاجئين في أكتوبر 1840 - وهو عدد لا يستهان به من القوة الكارلية حتى وقت هزيمتهم ويمكن أيضا أن ينظر إليه باعتبارها بذرة مستقبل تطفو على السطح لهذه الحركة المعادية للثورة كما سيحدث في 1846، وخاصة في 1872.

## «ثورة 1840» ونهاية وصاية ماريا كريستينا

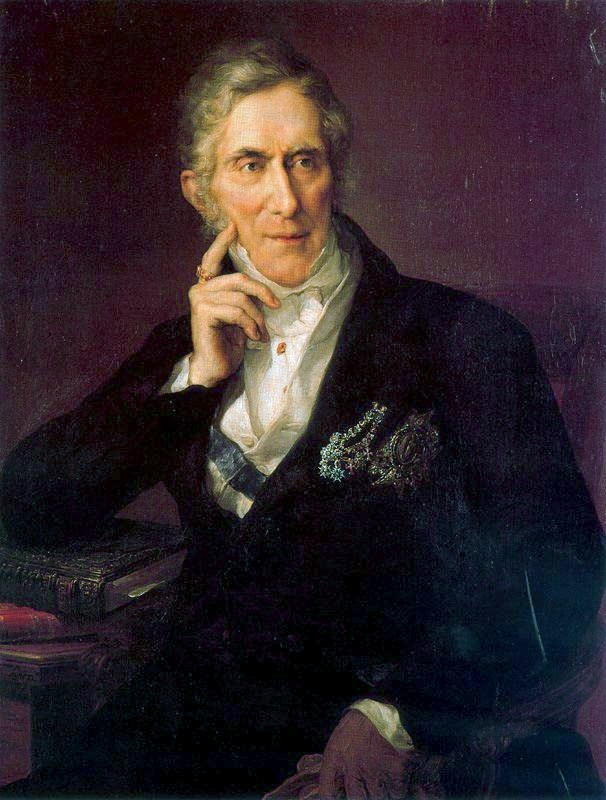
إيفاريستو بيريز دي كاسترو رئيس الحكومة المعتدلة التي روجت لقانون البلديات 1840

تم احباط فكرة التداول السلمي للسلطة بين المعتدلين والتقدميين بدعم من دستور عام 1837 عندما قامت رفضت الحكومة المعتدلة بقيادة إيفاريستو بيريز دي كاسترو الاستقالة بعد فوز التقدميين في انتخابات يونيو 1839 لافساح الطريق لحكومة جديدة وفقا للأغلبية في مجلس النواب ولكن بتواطؤ من الملكة الوصية فعلقت بالبداية جلسات البرلمان ثم حلته والدعوة لاجراء انتخابات جديدة في يناير 1840، هذه المرة أضحى حزب الوسط هم الأغلبية. وكانت الذريعة التي جادل بها بيريز دي كاسترو بحل الكورتيس أنه من الضروري «التشاور مع الإرادة الوطنية» في ظل الظروف الجديدة التي خلقها اتفاقية فيرغارا.
وتفاقمت القطيعة بين المعتدلين (حزب الوسط) والتقدميين عندما قدمت الحكومة بيريز دي كاسترو إلى البرلمان الجديد قائمة بمشروع قانون البلديات والمجالس البلدية، الذي بالإضافة إلى إلغاء الكفاءات بالبلدية يتم تعيين رئيس البلدية لشخص ينتمي للحكومة، ويكون الاختيار بين المجالس المنتخبة مباشرة في عواصم المحافظات، وذلك من خلال قادة المحافظات السياسيين في حالات أخرى. وبهذه الطريقة تكون البلدية "ليست أكثر من كونها ممثل شعبي بتفويض من السلطة المركزية". أرادت الحكومة المعتدلة من هذا القانون إلى «تقويض نفوذ البلدية ومن ثم النفوذ السياسي للتقدميون»، حيث ارتباط المجتمع الحضري بدعمها الاجتماعي الرئيسي ويتمتع بفضاء عام وواقع ثقافي ساعد على نشر كلمته. كل هذا أدى إلى ناخبين مقتنعين نسبيا. ولكنه أيضا يعد أحد أشكال السلطة المؤسساتية التي تمكن منها التقدميون ببراعة، مثلها مثل الميليشيا الوطنية. وقد أكد المؤرخ خورخي فيلتشيس أن معارضة الراديكالية التقدمية لقانون مجالس المدن ترجع إلى أهمية هذا العمدة إن كان يمكنه عمل التعداد الانتخابي - ومجلس المدينة هو من يعطي القوائم الانتخابية - وفي تنظيم وتوجيه وتشكيل الميليشيا الوطنية، مما جعل التقدميين يخشون من أن فرصهم في تشكيل الحكومة خلال الانتخابات ستكون معدومة، فضلا عن ان تلك الميليشيا سيتم وضعها في أيدي من يعتبر التقدميين وجودها أساسيا ل «رصد حقوق الشعب». ويقول جوزيف فونتانا أن «قانون البلديات صمم لإضعاف الدعم الشعبي الذي يأمله التقدميين»، وبالتالي لمنعهم «من أن يعودوا مستقبلا إلى السلطة».
جادل التقدميين أن مشروع الحكومة كان مخالفا للمادة 70 من الدستور («بالنسبة لحكومة المدن سوف تكون المجالس البلدية معينة من السكان الذين يمنحهم قانون هذا الحق»)، لذلك لجأوا إلى الضغط الشعبي خلال نقاش أعمال القانون. وعندما صدر قانون في 5 يونيو بدون أي تعديلات، اختاروا الانسحاب وترك المجلس مما شكك في شرعية المداولة. بدأ التقدميين على الفور بحملة في الصحافة ومجالس المدن لمطالبة الملكة الوصية ماريا كريستينا بعدم المصادقة على القانون تحت تهديد التمرد. وعندما رأوا أن الوصية على استعداد للمصادقة توجهوا نحو الجنرال بالدوميرو اسبارتيرو، الشخصية الأكثر شعبية في ذلك الوقت بعد انتصاره في الحرب الكارلية الأولى وأنه كان أقرب إلى التقدمية منها من الوسط، ليمنع صدور هذا القانون الذي يتعارض مع "روح دستور 1837" فشعبية اسبارتيرو الهائلة بأنه «صانع سلام إسبانيا» تجلت عندما دخل برشلونة منتصرا يوم 14 يونيو 1840.
أنتقلت الملكة الوصية وابنتها إيزابيلا الثانية إلى برشلونة سنة 1840 بحجة سفرها لعلاج ابنتها من أحد الأمراض الجلدية. فالتقت هناك بالجنرال اسبارتيرو حيث رأت ان الناس تعتبره الأنسب لرئاسة الحكومة، فعرضت عليه هذا المنصب. فطالبها بإلغاء قانون البلديات، لذلك عندما وقعت على القانون يوم 15 يوليو 1840 مدعية أن التراجع على شيء كانت قد أعلنت عنه على الملأ سيكون خاضعا لإسبارتيرو، وقد قدم استقالته بما فيها من درجات والوظائف والألقاب والأوسمة. واستقالت حكومة بيريز دي كاسترو يوم 18 يوليو وحلت في 28 أغسطس بعد ثلاث حكومات تقدمية سريعة، آخرها برئاسة موديستو كورتازار. وفي مدريد وبرشلونة إندلعت مشادات بين المعتدلين والتقدميين من جهة وبين انصار الملكة الوصية وأتباعها من جهة أخرى. في هذه الحالة وجدت الملكة كريستينا انه لا يوجد جدوى من البقاء في برشلونة خاصة في وجود التقدميين كما أنها لم تجد الدعم الذي أملته هنا، لذا قررت السفر إلى فالنسيا. ومن جهه أخرى تظاهر إسبارتيرو بتأييده للملكة فأعلن في 22 يوليو عن حصار برشلونة ثم قام بالتراجع عن هذا القرار في 26 أغسطس. ثم وبدءا من 1 سبتمبر 1840 أثار التقدميون أعمال شغب في جميع أنحاء إسبانيا فتم تشكيل «اللجان الثورية» التي تحدت سلطة الحكومة، فتأسست أولا في مدريد بقيادة مجلس المدينة الذي نشر بيانا التي برر تمرده بالدفاع عن دستور 1837، فطالبوا بسن قانون المجالس وتعليق البلديات. فحل البرلمان نفسه وتم تعيين حكومة حازمة. وبعد ذلك تم تشكيل المجلس العسكري المركزي، برئاسة عضو مجلس مدينة مدريد خواكين ماريا لوبيز، الوزير السابق للحكومة تقدمية كالاترافا والرئيس السابق للبرلمان سنة 1837.

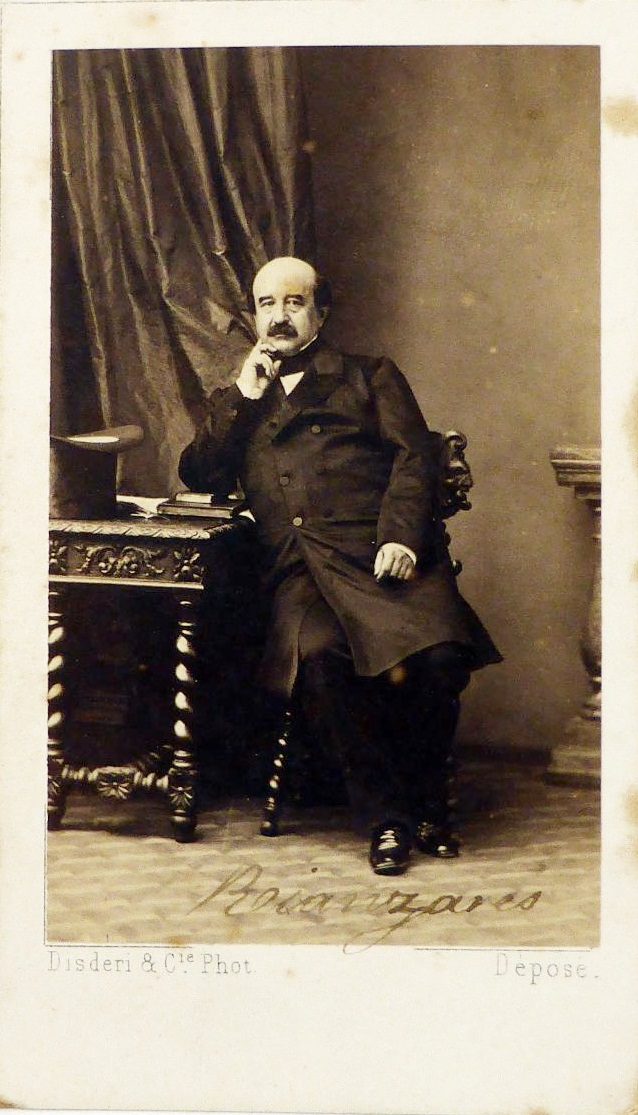
أوغستين فرناندو مونيوز، زوج مرغنطي للوصية ماريا كريستينا دي بوربون.

أمرت الملكة الوصية في 5 أيلول من فالنسيا إلى الجنرال إسبارتيرو لتسيير حملة إلى مدريد لإنهاء التمرد (الذي عرف أيضا باسم «ثورة 1840») لكنه "رفض بكلام طيب احتوى في الخلفية على برنامج سياسي متكامل: فيجب على الملكة حسب رأيه التوقيع على وثيقة الالتزام باحترام الدستور، وحل مجلس النواب (الذي يهيمن عليه المعتدلين) واخضاع هؤلاء المنتخَبين لمراجعة القوانين التي صدرت في المجلس التشريعي السابق، بما في ذلك قانون البلديات". وبعد عشرة أيام رأت ماريا كريستينا أنه ليس لديها أي خيار سوى تعيين الجنرال إسبارتيرو رئيسا للحكومة أملا في وقف المد الثوري التي استحوذ على الدولة".
ذهب الجنرال إسبارتيرو بعد تعيينه إلى مدريد ففاوض المجلس المركزي لوضع نهاية للتمرد وثم عاد إلى فالنسيا ليقدم للوصية الحكومة التي عينها في 8 أكتوبر وبرنامجه الذي ينوي تطويره. جرت المقابلة في فالنسيا بين إسبارتيرو وماريا كريستينا دي بوربون يوم 12 أكتوبر 1840 حيث عبرت ماريا كريستينا عن قرارها بتخليها عن الوصاية وترك رعاية بناتها، إيزابيل الثانية وشقيقتها لويسا فيرناندا دي بوربون. وفقا لخوان فوينتس:"كان مقصد إسبارتيرو ومعه وجهاء الحزب التقدمي في هذه المرحلة مشاركة ماريا كريستينا في الوصاية... ومن هنا جاءت مفاجأة للجميع وتوسلات إسبارتيرو للوصية في إعادة النظر بموقفها". ومع ذلك، قال خورخي فيلتشيس أن قصد إسبارتيرو والتقدميين هو جعل ماريا كريستينا تترك الوصاية واثباته هي الرسالة التي أرسلها إسبارتيرو إلى الملكة الوصية:«سيدتي، هناك من يعتقد أن صاحب الجلالة لا يمكنها الاستمرار في حكم البلاد، فهم يقولون أنها فقدت الثقة، وإن كان هناك أسباب أخرى يجب أن تكون معروفة للجميع» في إشارة إلى زواجها السري مع أوغستين فرناندو مونيوز التي تزوجته بعد ثلاثة أشهر من وفاة زوجها الملك فيرناندو السابع.
وأخيرا وفي يوم 12 أكتوبر 1840 وقعت ماريا كريستينا دي بوربون استقالتها عن الوصاية والدعوة للانتخابات. وفي 17 أكتوبر ركبت سفينتها من فالنسيا للذهاب إلى مرسيليا لبدء منفاها الطوعي وقيل القسري. والذي استمر ثلاث سنوات. وقد رفضت ماريا كريستينا في فالنسيا الشروط المطلوبة منها للإستمرار، وقررت التخلي عن الوصاية والذهاب في فرنسا ليس لاعتزال السياسة، ولكن لتصنع مؤامراتها من هناك بكل أريحية وأمان، كما تبين لاحقا في فشل إنتفاضة 1841 بتحريض منها.